# إن تي في
إن-تي في قناة تلفزيونية ألمانية إخبارية تمتلكها شركة بيرتلسمان المساهمة في مجموعة إر تي إل الإعلامية وتتبع لشبكة سي إن إن منذ إنشاء الشبكة سنة 1992. تعرض قناة إن تي في الأخبار وأحوال الطقس كل ساعة وكل نصف ساعة في الصباح؛ وبين هذه الفترات، تبث برامج إعلامية وإعلانات.

## تاريخ
بدأت إن تي في كمشروع استثماري تجاري في تايم وارنر الدولية، وتحت قيادة رئيس ستيف روس، كان يبحث عن طرق لنمو أعمالها دوليا. كانت تايم وارنر في ذات الوقت المساهم الرئيسي في ترتر برودكاستينغ، الشركة الأم لسي إن إن (كلاهما الآن يتبعان تايم وارنر) وبدأ النظر لطرق الوصول إلى قناة أعمال أخبارية دولية. سنة 1991، تحت إشراف توم ماكغراث، الرئيس اللاحق لتايم وارنر الدولية للبث، وضعت الشركة إستراتيجية للنمسا، ألمانيا والسياح المتحدثين للألمانية في سويسرا.

## وصلات خارجية
- الموقع الرسمي (باللغة الألمانية)